# IOS 4
iOS 4 (до выпуска именовалась iPhone OS 4) — четвертый крупный выпуск мобильной операционной системы iOS, разработанный Apple Inc. и являющийся преемником iPhone OS 3. Он был анонсирован на специальном мероприятии Apple 8 апреля 2010 года и выпущен 21 июня 2010 года. iOS 4 это первая версия iOS, выпущенная в рамках ребрендинга «iOS», в которой отброшено соглашение об именах «iPhone OS», существовавшее в предыдущих версиях. На смену ей пришла iOS 5 12 октября 2011 года.
В iOS 4 на главном экране появились папки, что значительно увеличило количество отображаемых приложений. Также была добавлена поддержка пользовательских обоев, хотя и ограниченная новыми устройствами из-за требований к производительности анимации. Операционная система также добавила функцию многозадачности, позволяющую приложениям, связанным с интернет-звонками, определением местоположения и воспроизведением звука, работать в фоновом режиме, в то время как аналогичная, но более ограниченная технология «Быстрое переключение приложений» позволяла оставлять любое приложение неактивным в фоновом режиме, пока пользователи переключаются. в другие приложения. iOS 4 также добавила общесистемную функцию проверки орфографии, включила iBooks на iPhone, объединила почтовый ящик для объединения контента от разных поставщиков электронной почты и представила Game Center для социальных игр и FaceTime для видеозвонков.
Обновление iOS 4 выявило проблемы с производительностью и аккумулятором на устройствах iPhone 3G, и Apple изучила этот вопрос и пообещала грядущие обновления. Однако компания стала предметом судебного иска со стороны неудовлетворенного клиента по поводу проблем. Примерно в то же время выпуск iPhone 4 и последующие проблемы с антенной заставили Apple сосредоточиться на безуспешных попытках исправить проблемы с помощью обновлений программного обеспечения. iOS 4 получила в основном положительные и смешанные отзывы.

## История
iPhone OS 4 была представлена на специальном мероприятии Apple 8 апреля 2010 года. На программном выступлении WWDC 7 июня 2010 года. она была переименована в iOS 4, чтобы сделать ее более доступной для iPod Touch и iPad. iOS 4 была официально выпущена 21 июня 2010 года.

## Хронология версий iOS 4

### Введение и первоначальный выпуск
iOS 4 была представлена на программном адресе Apple Worldwide Developers Conference 7 июня 2010 года. Примечательно, что это был первый выпуск iOS, который получил название просто «iOS», исключив шаблон именования «iPhone OS» предыдущих версий.
iOS 4 была официально выпущена 21 июня 2010 года.

### Обновления

#### 4.0.1
iOS 4.0.1 была выпущена 15 июля 2010 года, как первое обновление для iOS 4. Обновление изменило метод расчета уровня несущего сигнала для повышения точности.

#### 4.0.2
iOS 4.0.2 была выпущена 11 августа 2010 года с исправлением уязвимости формата файлов PDF.

#### 4.1
iOS 4.1 была выпущена 8 сентября 2010 года. Обновление включало технологию высокого динамического диапазона (HDR) для улучшения качества фотографий, снятых на iPhone 4, добавила социальную игровую сеть Game Center и возможность загружать видео высокой четкости, снятые на iPhone 4 для YouTube и MobileMe. Также были исправлены ошибки и улучшена производительность.

#### 4.2.1
iOS 4.2.1 была выпущена 22 ноября 2010 года. Это была первая версия, которая принесла все основные функции iOS 4, представленные на iPhone, на iPad. Хотя iOS 4.2 была выпущена для разработчиков в целях тестирования, были обнаружены ошибки, и она была заменена на 4.2.1 для потребительского выпуска. Это также последняя версия iOS для iPhone 3G и iPod Touch 2-го поколения из-за аппаратных ограничений и проблем с производительностью.

#### 4.2.5
iOS 4.2.5 была анонсирована 11 января 2011 года, добавив эксклюзивную поддержку точки доступа Wi-Fi для CDMA-версии iPhone 4.

#### 4.3
iOS 4.3 была выпущена 4 марта 2011 года, добавив поддержку личных точек доступа Wi-Fi, общий доступ к домашней сети iTunes, улучшения AirPlay и другие незначительные улучшения. iPad 1 не может запустить iOS 4.3 из-за аппаратных ограничений.

#### 4.3.1
iOS 4.3.1 была выпущена 25 марта 2011 года с исправлением глюков экрана iPod Touch, а также улучшением стабильности сотовой связи на моделях iPhone.

#### 4.3.2
iOS 4.3.2 была выпущена 14 апреля 2011 года с исправлениями для замороженных вызовов FaceTime и проблемами с подключением на сотовых моделях iPad.

#### 4.3.3
iOS 4.3.3 была выпущена 4 мая 2011 года, чтобы исправить ошибки местоположения.

#### 4.3.4
iOS 4.3.4 была выпущена 15 июля 2011 года, исправляя уязвимости безопасности.

#### 4.3.5
iOS 4.3.5 была выпущена 25 июля 2011 года с обновлением безопасности для исправления проверки сертификата.

## Особенности системы

### Домашний экран
iOS 4 увеличила максимальное количество приложений на главном экране со 180 до 2160 за счет добавления папок. Эти папки будут автоматически называться на основе соответствующей категории приложений в App Store. Также была добавлена возможность добавлять пользовательские обои на главный экран, хотя эта функция отсутствовала в iPhone 3G и iPod Touch второго поколения из-за плохой производительности анимации значков.

### Многозадачность
iOS 4 представила многозадачность. Эта функция позволяла пользователям мгновенно переключаться между приложениями, дважды щелкнув кнопку «Домой». Это было реализовано таким образом, что не вызывало чрезмерного разряда батареи. Многозадачность была ограничена приложениями, связанными с интернет-вызовами, определением местоположения и воспроизведением аудио, в то время как аналогичная технология «быстрого переключения приложений» означала, что пользователи могли выйти из приложения и войти в другое, при этом исходное приложение оставалось в фоновом режиме до тех пор, пока пользователь не вернется. Эта функция заметно отсутствовала в iPhone 3G и iPod Touch второго поколения из-за проблем с производительностью.

### Проверка орфографии
В iOS 4 появилась функция проверки орфографии, которая подчеркивала слова с ошибками красным цветом. При нажатии на слово появится всплывающее окно с рекомендуемой заменой.

### Камера
Приложение «Камера» теперь поддерживает 5-кратный цифровой зум.

## Возможности приложения

### iBooks
iOS 4 представила поддержку iPhone и iPod Touch в iBooks, которая уже была включена в iPad. Хотя это и не приложение по умолчанию, оно было доступно в App Store.

### Почта
Приложение «Почта» имело единую папку «Входящие» на iOS 4, что позволяло пользователям просматривать сообщения со всех своих учетных записей электронной почты, отображаемые вместе в одной папке «Входящие». Он также получил поддержку псевдонимов электронной почты MobileMe и нескольких учетных записей Exchange для бизнес-пользователей.

### Game Center
В iOS 4.1 добавлено новое приложение под названием Game Center, многопользовательская социальная игровая онлайн-сеть, которая позволяет пользователям приглашать друзей играть в игры и сравнивать свои результаты в таблице лидеров. Он был недоступен на iPhone 3G.

### FaceTime
iOS 4 представила FaceTime, приложение для видеотелефонии, которое использует камеру устройства, чтобы позволить пользователю совершать видеозвонки с другими пользователями FaceTime. Эта функция отсутствовала в iPhone 3G, iPod Touch второго поколения, iPhone 3GS и iPod Touch третьего поколения из-за отсутствия необходимых функций, таких как фронтальная камера.

### Safari
Мобильный веб-браузер Safari на iOS 4 добавил Bing в качестве параметра поиска в дополнение к Google и Yahoo!. Начиная с iOS 4.2.1, можно было искать определенные слова или фразы на странице.

## Проблемы

### Проблемы с производительностью и батареей
Пользователи iPhone 3G сообщали о проблемах с производительностью и батареей после обновления до iOS 4. Apple начала расследование этого вопроса в июле 2010 года. В ноябре на Apple подали в суд из-за проблем: неудовлетворенный клиент заявил о «нарушении Закона о средствах правовой защиты прав потребителей, недобросовестной деловой практике, а также ложной и вводящей в заблуждение рекламе», с дальнейшими утверждениями о том, что Apple знала, что ее программное обеспечение вызовет проблемы на старых моделях. Apple так и не ответила на обвинения, но написала в ответ другому недовольному клиенту в августе 2010 года, что обновления «скоро будут».

### Будильник
Во всех версиях iOS 4 у будильника в приложении часов была проблема с переходом на летнее время, когда он срабатывал на час раньше или позже.

### Проблемы с антенной
После его выпуска некоторые пользователи iPhone 4 сообщили о технических проблемах с антеннами телефона. Apple попыталась исправить проблему в программном обеспечении iOS 4.0.1, но не смогла этого сделать.